# Xã của tỉnh Loiret
Đây là danh sách 334 xã của tỉnh Loiret ở Pháp.
- (AgglO) Communauté d'agglomération Orléans Val de Loire, created in 2002
- (AME) Agglomération Montargoise et Rives du Loing, created December 14, 2001
- (CC4V) Communauté de communes des Quatre Vallées (seat in Ferrières-en-Gâtinais), created in 2002
- (CCB) Communauté de communes du Beaunois, created in 2002
- (CCBG) Communauté de communes de Beauce et du Gâtinais
- (CCCB) Communauté de communes du canton de Briare, created in 2002
- (CCCCL) Communauté de communes du canton de Châtillon-sur-Loire, created in 2002
- (CCCL) Communauté de communes du canton de Lorris, created in 2002
- (CCCOL) Communauté de communes du canton d'Ouzouer-sur-Loire, created in 2002
- (CCF) Communauté de communes de la Forêt (seat in Loury), created in 2002
- (CCG) Communauté de communes du Giennois (seat in Gien), created in 2002
- (CCL) Communauté de communes des Loges (seat in Jargeau), created in 2002
- (CCQR) Communauté de communes des Quatre Rivières (seat in Châtillon-Coligny), created in 2002
- (CCVA) Communauté de communes du Val d'Ardoux (seat in Cléry-Saint-André), created in 2002

| INSEE | Bưu chính | Xã                               |
| ----- | --------- | -------------------------------- |
| 45001 | 45230     | Adon                             |
| 45002 | 45230     | Aillant-sur-Milleron             |
| 45004 | 45200     | Amilly (AME)                     |
| 45005 | 45480     | Andonville                       |
| 45006 | 45160     | Ardon                            |
| 45008 | 45410     | Artenay                          |
| 45009 | 45170     | Aschères-le-Marché               |
| 45010 | 45300     | Ascoux                           |
| 45011 | 45170     | Attray                           |
| 45012 | 45300     | Audeville                        |
| 45013 | 45330     | Augerville-la-Rivière            |
| 45014 | 45390     | Aulnay-la-Rivière                |
| 45015 | 45480     | Autruy-sur-Juine                 |
| 45016 | 45500     | Autry-le-Châtel                  |
| 45017 | 45270     | Auvilliers-en-Gâtinais           |
| 45018 | 45340     | Auxy                             |
| 45019 | 45130     | Baccon                           |
| 45020 | 45130     | Le Bardon                        |
| 45021 | 45340     | Barville-en-Gâtinais             |
| 45022 | 45340     | Batilly-en-Gâtinais              |
| 45023 | 45420     | Batilly-en-Puisaye               |
| 45024 | 45130     | Baule                            |
| 45025 | 45480     | Bazoches-les-Gallerandes         |
| 45026 | 45210     | Bazoches-sur-le-Betz             |
| 45027 | 45270     | Beauchamps-sur-Huillard          |
| 45028 | 45190     | Beaugency                        |
| 45029 | 45630     | Beaulieu-sur-Loire               |
| 45030 | 45340     | Beaune-la-Rolande                |
| 45031 | 45270     | Bellegarde                       |
| 45032 | 45210     | Le Bignon-Mirabeau (CC4V)        |
| 45033 | 45390     | Boësses                          |
| 45034 | 45760     | Boigny-sur-Bionne (AgglO)        |
| 45035 | 45340     | Boiscommun                       |
| 45036 | 45290     | Boismorand                       |
| 45037 | 45480     | Boisseaux                        |
| 45038 | 45300     | Bondaroy                         |
| 45039 | 45460     | Bonnée                           |
| 45040 | 45420     | Bonny-sur-Loire                  |
| 45041 | 45340     | Bordeaux-en-Gâtinais             |
| 45042 | 45460     | Les Bordes                       |
| 45043 | 45430     | Bou (AgglO)                      |
| 45044 | 45170     | Bougy-lez-Neuville               |
| 45045 | 45300     | Bouilly-en-Gâtinais              |
| 45046 | 45140     | Boulay-les-Barres                |
| 45047 | 45300     | Bouzonville-aux-Bois             |
| 45049 | 45460     | Bouzy-la-Forêt                   |
| 45050 | 45300     | Boynes                           |
| 45051 | 45460     | Bray-en-Val                      |
| 45052 | 45250     | Breteau                          |
| 45053 | 45250     | Briare                           |
| 45054 | 45390     | Briarres-sur-Essonne             |
| 45055 | 45310     | Bricy                            |
| 45056 | 45390     | Bromeilles                       |
| 45058 | 45410     | Bucy-le-Roi                      |
| 45059 | 45140     | Bucy-Saint-Liphard               |
| 45060 | 45230     | La Bussière                      |
| 45061 | 45120     | Cepoy (AME)                      |
| 45062 | 45520     | Cercottes                        |
| 45063 | 45620     | Cerdon                           |
| 45064 | 45360     | Cernoy-en-Berry                  |
| 45065 | 45300     | Césarville-Dossainville          |
| 45066 | 45260     | Chailly-en-Gâtinais (CCCL)       |
| 45067 | 45380     | Chaingy                          |
| 45068 | 45120     | Châlette-sur-Loing (AME)         |
| 45069 | 45340     | Chambon-la-Forêt                 |
| 45070 | 45420     | Champoulet                       |
| 45072 | 45400     | Chanteau (AgglO)                 |
| 45073 | 45320     | Chantecoq                        |
| 45074 | 45310     | La Chapelle-Onzerain             |
| 45075 | 45380     | La Chapelle-Saint-Mesmin (AgglO) |
| 45076 | 45210     | La Chapelle-Saint-Sépulcre       |
| 45077 | 45230     | La Chapelle-sur-Aveyron          |
| 45078 | 45270     | Chapelon                         |
| 45079 | 45230     | Le Charme                        |
| 45080 | 45480     | Charmont-en-Beauce               |
| 45081 | 45130     | Charsonville                     |
| 45082 | 45110     | Châteauneuf-sur-Loire            |
| 45083 | 45220     | Château-Renard                   |
| 45084 | 45260     | Châtenoy                         |
| 45085 | 45230     | Châtillon-Coligny                |
| 45086 | 45480     | Châtillon-le-Roi                 |
| 45087 | 45360     | Châtillon-sur-Loire              |
| 45088 | 45480     | Chaussy                          |
| 45089 | 45430     | Chécy (AgglO)                    |
| 45091 | 45210     | Chevannes (CC4V)                 |
| 45092 | 45700     | Chevillon-sur-Huillard           |
| 45093 | 45520     | Chevilly                         |
| 45094 | 45210     | Chevry-sous-le-Bignon (CC4V)     |
| 45095 | 45170     | Chilleurs-aux-Bois               |
| 45096 | 45290     | Les Choux                        |
| 45097 | 45220     | Chuelles                         |
| 45098 | 45370     | Cléry-Saint-André                |
| 45099 | 45310     | Coinces                          |
| 45100 | 45800     | Combleux (AgglO)                 |
| 45101 | 45530     | Combreux                         |
| 45102 | 45700     | Conflans-sur-Loing               |
| 45103 | 45490     | Corbeilles (CC4V)                |
| 45104 | 45120     | Corquilleroy (AME)               |
| 45105 | 45700     | Cortrat                          |
| 45106 | 45330     | Coudray                          |
| 45107 | 45260     | Coudroy (CCCL)                   |
| 45108 | 45720     | Coullons                         |
| 45109 | 45130     | Coulmiers                        |
| 45110 | 45300     | Courcelles                       |
| 45111 | 45300     | Courcy-aux-Loges                 |
| 45112 | 45260     | La Cour-Marigny (CCCL)           |
| 45113 | 45320     | Courtemaux                       |
| 45114 | 45490     | Courtempierre (CC4V)             |
| 45115 | 45320     | Courtenay                        |
| 45116 | 45190     | Cravant                          |
| 45118 | 45170     | Crottes-en-Pithiverais           |
| 45119 | 45300     | Dadonville                       |
| 45120 | 45420     | Dammarie-en-Puisaye              |
| 45121 | 45230     | Dammarie-sur-Loing               |
| 45122 | 45570     | Dampierre-en-Burly               |
| 45123 | 45150     | Darvoy                           |
| 45124 | 45390     | Desmonts                         |
| 45125 | 45390     | Dimancheville                    |
| 45126 | 45450     | Donnery                          |
| 45127 | 45680     | Dordives (CC4V)                  |
| 45129 | 45220     | Douchy                           |
| 45130 | 45370     | Dry                              |
| 45131 | 45390     | Échilleuses                      |
| 45132 | 45340     | Égry                             |
| 45133 | 45300     | Engenville                       |
| 45134 | 45130     | Épieds-en-Beauce                 |
| 45135 | 45480     | Erceville                        |
| 45136 | 45320     | Ervauville                       |
| 45137 | 45300     | Escrennes                        |
| 45138 | 45250     | Escrignelles                     |
| 45139 | 45300     | Estouy                           |
| 45141 | 45420     | Faverelles                       |
| 45142 | 45450     | Fay-aux-Loges                    |
| 45143 | 45230     | Feins-en-Gâtinais                |
| 45144 | 45150     | Férolles                         |
| 45145 | 45210     | Ferrières-en-Gâtinais (CC4V)     |
| 45146 | 45240     | La Ferté-Saint-Aubin             |
| 45147 | 45400     | Fleury-les-Aubrais (AgglO)       |
| 45148 | 45210     | Fontenay-sur-Loing (CC4V)        |
| 45149 | 45320     | Foucherolles                     |
| 45150 | 45270     | Fréville-du-Gâtinais             |
| 45151 | 45340     | Gaubertin                        |
| 45152 | 45310     | Gémigny                          |
| 45153 | 45110     | Germigny-des-Prés                |
| 45154 | 45520     | Gidy                             |
| 45155 | 45500     | Gien                             |
| 45156 | 45120     | Girolles (CC4V)                  |
| 45157 | 45300     | Givraines                        |
| 45158 | 45490     | Gondreville (CC4V)               |
| 45159 | 45390     | Grangermont                      |
| 45160 | 45480     | Greneville-en-Beauce             |
| 45161 | 45210     | Griselles (CC4V)                 |
| 45162 | 45300     | Guigneville                      |
| 45164 | 45600     | Guilly                           |
| 45165 | 45220     | Gy-les-Nonains                   |
| 45166 | 45520     | Huêtre                           |
| 45167 | 45130     | Huisseau-sur-Mauves              |
| 45168 | 45450     | Ingrannes                        |
| 45169 | 45140     | Ingré (AgglO)                    |
| 45170 | 45300     | Intville-la-Guétard              |
| 45171 | 45620     | Isdes                            |
| 45173 | 45150     | Jargeau                          |
| 45174 | 45480     | Jouy-en-Pithiverais              |
| 45175 | 45370     | Jouy-le-Potier                   |
| 45176 | 45340     | Juranville                       |
| 45177 | 45300     | Laas                             |
| 45057 | 45330     | Labrosse                         |

| INSEE | Bưu chính | Xã                                 |
| ----- | --------- | ---------------------------------- |
| 45178 | 45270     | Ladon                              |
| 45179 | 45740     | Lailly-en-Val                      |
| 45180 | 45290     | Langesse                           |
| 45181 | 45480     | Léouville                          |
| 45182 | 45240     | Ligny-le-Ribault                   |
| 45183 | 45410     | Lion-en-Beauce                     |
| 45184 | 45600     | Lion-en-Sullias                    |
| 45185 | 45700     | Lombreuil                          |
| 45186 | 45490     | Lorcy                              |
| 45187 | 45260     | Lorris (CCCL)                      |
| 45188 | 45470     | Loury                              |
| 45189 | 45210     | Louzouer                           |
| 45190 | 45330     | Mainvilliers                       |
| 45191 | 45330     | Malesherbes                        |
| 45192 | 45300     | Manchecourt                        |
| 45193 | 45240     | Marcilly-en-Villette               |
| 45194 | 45430     | Mardié (AgglO)                     |
| 45195 | 45300     | Mareau-aux-Bois                    |
| 45196 | 45370     | Mareau-aux-Prés                    |
| 45197 | 45760     | Marigny-les-Usages (AgglO)         |
| 45198 | 45300     | Marsainvilliers                    |
| 45199 | 45220     | Melleroy                           |
| 45200 | 45240     | Ménestreau-en-Villette             |
| 45201 | 45210     | Mérinville                         |
| 45202 | 45190     | Messas                             |
| 45203 | 45130     | Meung-sur-Loire                    |
| 45205 | 45270     | Mézières-en-Gâtinais               |
| 45204 | 45370     | Mézières-lez-Cléry                 |
| 45206 | 45490     | Mignères (CC4V)                    |
| 45207 | 45490     | Mignerette (CC4V)                  |
| 45208 | 45200     | Montargis (AME)                    |
| 45209 | 45340     | Montbarrois                        |
| 45210 | 45230     | Montbouy                           |
| 45211 | 45220     | Montcorbon                         |
| 45212 | 45700     | Montcresson                        |
| 45213 | 45260     | Montereau                          |
| 45214 | 45170     | Montigny                           |
| 45215 | 45340     | Montliard                          |
| 45216 | 45700     | Mormant-sur-Vernisson              |
| 45217 | 45300     | Morville-en-Beauce                 |
| 45218 | 45290     | Le Moulinet-sur-Solin              |
| 45219 | 45270     | Moulon                             |
| 45220 | 45340     | Nancray-sur-Rimarde                |
| 45221 | 45330     | Nangeville                         |
| 45222 | 45210     | Nargis (CC4V)                      |
| 45223 | 45270     | Nesploy                            |
| 45224 | 45170     | Neuville-aux-Bois                  |
| 45225 | 45390     | La Neuville-sur-Essonne            |
| 45226 | 45510     | Neuvy-en-Sullias                   |
| 45227 | 45500     | Nevoy                              |
| 45228 | 45340     | Nibelle                            |
| 45229 | 45290     | Nogent-sur-Vernisson               |
| 45230 | 45260     | Noyers (CCCL)                      |
| 45231 | 45170     | Oison                              |
| 45232 | 45160     | Olivet (AgglO)                     |
| 45233 | 45390     | Ondreville-sur-Essonne             |
| 45234 | 45000     | Orléans (AgglO)                    |
| 45235 | 45140     | Ormes (AgglO)                      |
| 45236 | 45330     | Orveau-Bellesauve                  |
| 45237 | 45390     | Orville                            |
| 45238 | 45250     | Ousson-sur-Loire                   |
| 45239 | 45290     | Oussoy-en-Gâtinais (CCCL)          |
| 45240 | 45480     | Outarville                         |
| 45241 | 45150     | Ouvrouer-les-Champs                |
| 45242 | 45290     | Ouzouer-des-Champs (CCCL)          |
| 45243 | 45270     | Ouzouer-sous-Bellegarde            |
| 45244 | 45570     | Ouzouer-sur-Loire                  |
| 45245 | 45250     | Ouzouer-sur-Trézée                 |
| 45246 | 45300     | Pannecières                        |
| 45247 | 45700     | Pannes (AME)                       |
| 45248 | 45310     | Patay                              |
| 45249 | 45200     | Paucourt (AME)                     |
| 45250 | 45210     | Pers-en-Gâtinais                   |
| 45251 | 45360     | Pierrefitte-ès-Bois                |
| 45252 | 45300     | Pithiviers                         |
| 45253 | 45300     | Pithiviers-le-Vieil                |
| 45254 | 45500     | Poilly-lez-Gien                    |
| 45255 | 45490     | Préfontaines (CC4V)                |
| 45256 | 45260     | Presnoy (CCCL)                     |
| 45257 | 45290     | Pressigny-les-Pins                 |
| 45258 | 45390     | Puiseaux                           |
| 45259 | 45270     | Quiers-sur-Bézonde                 |
| 45260 | 45300     | Ramoulu                            |
| 45261 | 45470     | Rebréchien                         |
| 45265 | 45210     | Rozoy-le-Vieil                     |
| 45262 | 45310     | Rouvray-Sainte-Croix               |
| 45263 | 45300     | Rouvres-Saint-Jean                 |
| 45264 | 45130     | Rozières-en-Beauce                 |
| 45266 | 45410     | Ruan                               |
| 45267 | 45460     | Saint-Aignan-des-Gués              |
| 45268 | 45600     | Saint-Aignan-le-Jaillard           |
| 45269 | 45130     | Saint-Ay                           |
| 45270 | 45730     | Saint-Benoît-sur-Loire             |
| 45271 | 45500     | Saint-Brisson-sur-Loire            |
| 45272 | 45590     | Saint-Cyr-en-Val (AgglO)           |
| 45273 | 45550     | Saint-Denis-de-l'Hôtel             |
| 45274 | 45560     | Saint-Denis-en-Val (AgglO)         |
| 45278 | 45230     | Sainte-Geneviève-des-Bois          |
| 45275 | 45220     | Saint-Firmin-des-Bois              |
| 45276 | 45360     | Saint-Firmin-sur-Loire             |
| 45277 | 45600     | Saint-Florent                      |
| 45279 | 45220     | Saint-Germain-des-Prés             |
| 45280 | 45500     | Saint-Gondon                       |
| 45281 | 45320     | Saint-Hilaire-les-Andrésis         |
| 45282 | 45160     | Saint-Hilaire-Saint-Mesmin (AgglO) |
| 45283 | 45700     | Saint-Hilaire-sur-Puiseaux (CCCL)  |
| 45284 | 45800     | Saint-Jean-de-Braye (AgglO)        |
| 45285 | 45140     | Saint-Jean-de-la-Ruelle (AgglO)    |
| 45286 | 45650     | Saint-Jean-le-Blanc (AgglO)        |
| 45287 | 45210     | Saint-Loup-de-Gonois               |
| 45288 | 45340     | Saint-Loup-des-Vignes              |
| 45289 | 45170     | Saint-Lyé-la-Forêt                 |
| 45290 | 45110     | Saint-Martin-d'Abbat               |
| 45291 | 45500     | Saint-Martin-sur-Ocre              |
| 45292 | 45230     | Saint-Maurice-sur-Aveyron          |
| 45293 | 45700     | Saint-Maurice-sur-Fessard          |
| 45294 | 45340     | Saint-Michel                       |
| 45296 | 45310     | Saint-Péravy-la-Colombe            |
| 45297 | 45600     | Saint-Père-sur-Loire               |
| 45298 | 45750     | Saint-Pryvé-Saint-Mesmin (AgglO)   |
| 45299 | 45310     | Saint-Sigismond                    |
| 45300 | 45640     | Sandillon                          |
| 45301 | 45170     | Santeau                            |
| 45302 | 45770     | Saran (AgglO)                      |
| 45303 | 45490     | Sceaux-du-Gâtinais (CC4V)          |
| 45305 | 45530     | Seichebrières                      |
| 45306 | 45210     | La Selle-en-Hermoy                 |
| 45307 | 45210     | La Selle-sur-le-Bied               |
| 45308 | 45400     | Semoy (AgglO)                      |
| 45309 | 45240     | Sennely                            |
| 45310 | 45300     | Sermaises                          |
| 45311 | 45110     | Sigloy                             |
| 45312 | 45700     | Solterre                           |
| 45313 | 45410     | Sougy                              |
| 45314 | 45450     | Sully-la-Chapelle                  |
| 45315 | 45600     | Sully-sur-Loire                    |
| 45316 | 45530     | Sury-aux-Bois                      |
| 45317 | 45190     | Tavers                             |
| 45320 | 45300     | Thignonville                       |
| 45321 | 45260     | Thimory (CCCL)                     |
| 45322 | 45210     | Thorailles                         |
| 45323 | 45420     | Thou                               |
| 45324 | 45510     | Tigy                               |
| 45325 | 45170     | Tivernon                           |
| 45326 | 45310     | Tournoisis                         |
| 45327 | 45470     | Traînou                            |
| 45328 | 45490     | Treilles-en-Gâtinais (CC4V)        |
| 45329 | 45220     | Triguères                          |
| 45330 | 45410     | Trinay                             |
| 45331 | 45510     | Vannes-sur-Cosson                  |
| 45332 | 45290     | Varennes-Changy (CCCL)             |
| 45333 | 45760     | Vennecy                            |
| 45334 | 45260     | Vieilles-Maisons-sur-Joudry (CCCL) |
| 45335 | 45510     | Vienne-en-Val                      |
| 45336 | 45600     | Viglain                            |
| 45337 | 45310     | Villamblain                        |
| 45338 | 45700     | Villemandeur (AME)                 |
| 45339 | 45270     | Villemoutiers                      |
| 45340 | 45600     | Villemurlin                        |
| 45341 | 45310     | Villeneuve-sur-Conie               |
| 45342 | 45170     | Villereau                          |
| 45343 | 45700     | Villevoques                        |
| 45344 | 45190     | Villorceau                         |
| 45345 | 45700     | Vimory                             |
| 45346 | 45530     | Vitry-aux-Loges                    |
| 45347 | 45300     | Vrigny                             |
| 45348 | 45300     | Yèvre-la-Ville                     |